# Khalil Rountree Jr.
Khalil Rountree Jr. (født 6. februar 1990 i Los Angeles, Californien i USA) er en amerikansk MMA-udøver, der i øjeblikket konkurrerer i Light Heavyweight- divisionen i Ultimate Fighting Championship (UFC). Han er i Danmark mest kendt for at have mødt Ion Cuțelaba den 28. september 2019 på UFC på ESPN + 18 i København.  Han tabte via TKO i den første omgang. 

## Baggrund
Rountree blev født i Los Angeles, Californien. Da han var to år gammel, blev hans far skudt og dræbt i et røverforsøg, mens han arbejdede som turneringsleder for Boyz II Men.   Han voksede op overvægtigt og selvbeskrevet som "ikke-konfronterende". Rountree var i et band, der rejste rundt i landet. Da han spiste usundt og røg cigaretter, besluttede han at begynde at træne efter at have set The Ultimate Fighter sammen med sin bror. I en alder af 20 år vejede han 300 kg og han begyndte at træne i Wand Fight Team Gym i et forsøg på at tabe sig. Efter et års MMA-træning startede Rountree sin MMA-amatørkarriere i 2011.  Khalil træner hos Syndicate MMA Las Vegas. Før hans UFC 236-kamp mod Eryk Anders, trænede Rountree i Thailand med fokus på Muay Thai. 

## MMA-karriere

### Tidlig karriere
Rountree opbyggede rekordliste på 6-1 i sine amatørkampe, og konkurrerede som middleweight i organisationerne Tuff-N-Uff og King of the Cage (KOTC). Han opbyggede en rekordliste på 4-0 i sin professionelle karriere, hvor han kæmpede i Resurrection Fighting Alliance (RFA) inden han kom til UFC. 

### Ultimate Fighting Championship
Rountree debuterede den 8. juli 2016 på UFC The Ultimate Fighter 23 Finale til TUF 23 Light Heavyweight-titel mod Andrew Sanchez.   Han tabte kampen ved enstemmig afgørelse. 
Rountree stod herefter overfor Tyson Pedro på UFC Fight Night: Whittaker vs. Brunson den 27. november 2016.  Han blev submitted via rear-naked-choke i 1. omgang. 
I sin tredje kamp stod Rountree overfor Daniel Jolly på UFC Fight Night: Bermudez vs. Korean Zombie den 4. februar 2017.  Han vandt via knockout i første omgang. 
Rountree mødte Paul Craig den 16. juli 2017 på UFC Fight Night: Nelson vs. Ponzinibbio.  Han vandt kampen via knockout i første omgang. 
Rountree mødte Gökhan Saki på UFC 226 den 7. juli 2018.  Rountree vandt kampen via knockout i første runde.  Denne kamp tilegnede ham Performance of the Night-prisen. 
Rountree UFC-nykommeren Johnny Walker den 17. november 2018 på UFC Fight Night 140.  Han tabte kampen via knockout i første omgang. 
Rountree mødte Eryk Anders den 13. april 2019 på UFC 236 .  Han vandt kampen via enstemmig afgørelse. 
Rountree mødte Ion Cuțelaba den 28. september 2019 på UFC på ESPN + 18 i København.  Han tabte via TKO i den første omgang. 

## Mesterskaber og præstationer
- Ultimate Fighting Championship
  - Performance of the Night (1 gang) vs. Gökhan Saki [24]

## Privatliv
Rountree kan lide at danse og lytte til musik. Han er fan af Village People . 